# レオ・ランドルフ
レオ・ランドルフ（Leo Randolph、1958年2月27日 - ）は、アメリカ合衆国の男性プロボクサー。ミシシッピ州コロンバス出身。元WBA世界スーパーバンタム級王者。モントリオールオリンピックボクシングフライ級金メダリスト。

## 来歴
1976年、モントリオールオリンピックボクシングフライ級に出場し、金メダルを獲得した。
1978年6月20日、プロデビュー。
1979年4月20日、9戦目で初黒星を喫した。
1980年5月4日、18戦目でWBAスーパーバンタム級王者リカルド・カルドナに挑戦し、15回KO勝ちで世界王座を獲得した。
1980年8月9日、初防衛戦でセルヒオ・パルマと対戦し、5回KO負けで防衛から陥落。この試合を最後に引退した。

## 獲得タイトル
- WBA世界スーパーバンタム級王座（防衛0）